# Sinéad Harnett
Sinéad Harnett (Londra, 12 ottobre 1990) è una cantautrice britannica.

## Biografia
Nata e cresciuta a Londra da padre irlandese e madre thai, durante la sua formazione Harnett ha studiato prevalentemente recitazione, apparendo in vari spettacoli teatrali di livello scolastico. Harnett inizia contestualmente a caricare video di cover su YouTube, venendo così notata dal rapper Wiley e scelta per collaborare con lui nel brano Walk Away. Nel 2012 collabora con i Disclosure nel brano Boiling, mentre nel 2013 pubblica il suo primo singolo da solista Got Me e prende parte all'album di debutto dei Rudimental Guilt Trips in qualità di corista e autrice di alcuni brani. Sempre nel 2013, Harnett esegue i suoi primi concerti sul suolo britannico.
Nel gennaio 2014 pubblica il singolo No Other Way, a cui fa seguito l'EP  N.O.W. nell'agosto successivo. Seguono vari EP, singoli e collaborazioni pubblicati negli anni successivi, tra cui figurano partecipazioni a lavori di artisti di rilievo come Gryffin. Tra i singoli figura Unconditional, che viene certificato argento per aver venduto oltre 200 mila copie nel Regno Unito. Nel 2019 Harnett pubblica il suo album di debutto Love Lessions, che include il singolo Pullin' Away in collaborazione con Gallant.
Nel 2021 l'artista pubblica il suo secondo album Ready Is Always To Late, a cui segue un tour europeo da headliner nell'anno successivo. Sempre nel 2021 collabora con Jax Jones nel brano Phases, incluso nella compilation Pokémon 25: The Album. Nel 2022 viene pubblicata l'edizione deluxe dell'album. Nell'aprile 2024 pubblica il suo terzo album Boundaries.

## Discografia

### Album
- 2019 – Love Lessons
- 2021 – Ready Is Always Too Late
- 2024 – Boundaries

### EP
- 2013 – Got Me
- 2014 – N.O.W
- 2015 – She Ain't Me
- 2016 – Sinéad Harnet
- 2019 – Lessons in Love - Acoustic

### Mixtape
- 2017 – Chapter One

### Singoli
- 2013 – Got Me
- 2014 – No Other Way (feat. Snakehips)
- 2015 – She Ain't Me
- 2015 – Do It Anyway
- 2016 – If You Let Me (feat. GRADES)
- 2016 – Rather Be with You
- 2017 – Still Miss You
- 2017 – Unconditional
- 2018 – Body
- 2018 – System (con Ja Reid)
- 2018 – Lessons
- 2019 – By Myself
- 2019 – Leo Bear
- 2019 – Pulling Away (feat, Gallant)
- 2020 – Be the One (Remix) (feat.  Col3trane)
- 2020 – Quarantine Queen
- 2020 – Stickin (feat. Masego & VanJess)
- 2020 – Real  Deal (con Maths Time Joy & J  Warner)
- 2021 – Take Me  Away (feat. EarthGang)
- 2021 – At Your Best (You Are Love)
- 2021 – Last Love
- 2021 – Hard 4 Me 2 Love You
- 2021 – Ready Is  Always Too Late
- 2021 – Where You Been Hiding
- 2022 – Let Go